# 哥伦比亚历史
哥伦比亚是一个位于南美洲的国家。本文介绍哥伦比亚的历史。

## 前哥伦布时代
约公元前10000年，在今波哥大附近存在着狩猎-采集的社会形态。公元1000年左右，美洲的印第安人创造了一种政治制度。它为金字塔型的结构，塔顶为首领。在今哥伦比亚，有两个文明采用了这种复杂的制度，一个是加勒比地区的泰罗纳文化，另一个为居住在今波哥大附近的穆伊斯卡人。

## 殖民时代
西班牙探险者在大约1500年左右到达这个地区。
西班牙人从海岸进入内地是由三个独立的不同探险队展开。他们分别由贡萨洛·希梅内斯·德·克萨达、塞巴斯蒂安·德·贝拉尔卡萨尔和尼古劳斯·费德曼所带领。尽管三支探险队都被印第安人的宝藏所吸引，他们都没有计划前往穆伊斯卡人领地，但是最后他们都會合了。1538年，克萨达建立波哥大。
西班牙人通过战争、劳役、战利品和疾病征服了当地的奇布查人。他们很快就建立定居点，并於1717年发展成为包括了西班牙在南美洲西北部的所有地区的殖民地“新格拉纳达”(又稱為新格拉納達總督轄區)。

## 最早的独立斗争
1796年至1806年间，由於人們对新政府性质的認知分歧，发生了紧张的冲突。联邦主义者和中央集权者持续冲突，造成了社會秩序的不稳。
1810年五月，當西班牙南部被拿破仑军队攻克的消息传来，西班牙南美殖民地相继宣布独立。卡塔赫纳于5月22日建立了市政委员会。随后，总督府的首府波哥大，于7月20日建立市政委员会。尽管波哥大宣布自己为格林纳达新王国的最高委员会，但是并没有使各个城镇联合。每个城镇都试图保卫自己的主权。
1811年3月，波哥大省转型成一个名为“昆迪纳马卡自由和独立国”的国家，它召开了联合省大会。一个名为“新格拉纳达联合省”的联邦于11月27日建立，但昆迪纳马卡自由和独立国没有承认这个联邦。在1812年底，在形成政体的争论最终导致内战。1814年又再一次爆发。1815年中，一支大规模的西班牙远征军抵达新格林纳达。1816年五月，保皇党控制了整个新格林纳达。

## 大哥伦比亚
邻近的委内瑞拉地區，独立戰爭大部分由西蒙·玻利瓦尔领导，他在1819年回到新格拉纳达。一场短暫的战役之後，玻利瓦尔的军队夺取新格拉纳达，並在8月7日结束战斗。1821年与现今厄瓜多、委内瑞拉、巴拿马這些國家所涵蓋地域的政治勢力，组成大哥伦比亚共和国。此时新格拉纳达改名为“大哥伦比亚共和国”，西蒙·玻利瓦尔出任總統，直至1830年。這段期間玻利瓦尔致力推動該國的民主制度發展。

## 共和国：自由派和保守派的冲突
国内政治秩序的動盪，以及分劇共和國各地的政治勢力持續運作，最终导致委内瑞拉和厄瓜多這兩個地區1830年從大哥倫比亞共和國分離出去，大哥伦比亚共和国也因而解体。共和國其餘的领土改名为“新格拉纳达共和国”。1858年改名“格拉纳达邦联”。1863年又改称“哥伦比亚合众国”。最后在1886年，名称变为“哥伦比亚共和国”。
独立后，哥伦比亚自由党和哥伦比亚保守党轮流执政。但是国内的分裂局面仍然延續下來，不时引发内战，1903年巴拿馬地區也自哥倫比亞獨立。
1953年，一場軍事政變推翻了保守黨人劳雷亚诺·戈麦斯领导的右翼政府，古斯塔沃·羅哈斯·皮尼利亞將軍掌權。最初，羅哈斯·皮尼利亞得到多數民眾的支持，主要是因為他成功地鎮壓了哥倫比亞共產黨發起的內戰。然而，他的統治沒有回歸民主制度，三不五時公開鎮壓人民的請願示威，因此其政權在1957年被軍隊推翻。政權垮台以後，臨時政府成立。

## 国民阵线政府（1958年–1974年）
1957年7月，前保守党总统劳雷亚诺戈麦斯（1950-1953年）和前自由党总统阿尔韦托（1945-1946，1958-1962）發布“锡切斯宣言”，自由党和保守党合組“国民阵线”。16年間，总统由自由党和保守党的成員輪流擔任，每4年政黨輪替。

## 后国民阵线时期
1974年到1982年間，各任总统不約而同將重点放在終結國內長年的戰乱，為此，不惜破坏哥伦比亚的传统政治制度。輪流執政的兩大黨都宣称代表穷人和弱者对抗國內外的大财团，並著手推動土地與政治改革。

## 1990年后
1990年，在塞萨尔·加维里亚·特鲁希略當選总统之前，毒品恐怖分子暗杀了三名总统候选人。
1998年8月7日，安德烈斯·帕斯特拉纳·阿朗戈宣誓成为哥伦比亚总统。他是保守党党员。
哥倫比亞總統烏里韋(全名：阿爾瓦羅·烏里韋·貝萊斯)2002年上台後，採取更強硬的右翼路線，大力圍剿FARC(中譯：哥倫比亞革命武裝力量－人民軍)。由於哥伦比亚革命武装力量1983年殺死烏里韋的父親及許多民眾，因此烏里韋上台以後，就以打擊哥伦比亚革命武装力量作為首要之務，並努力拉近哥倫比亞與美國的關係，使美國大力資助哥倫比亞。2000年開始，由於政府打擊力度越來越強烈，哥伦比亚革命武装力量(哥倫比亞革命武裝力量－人民軍)的勢力就逐漸弱化。左翼浪潮近年在南美洲此起彼落，哥倫比亞是少數仍由右翼人士主導的國家。
2006年5月28日，哥伦比亚全国计票委员会公布总统选举的选票统计结果，阿尔瓦罗·乌里韦获得63%以上的选票，成功连任。
2010年，乌里韦原本希望透過修改憲法尋求連任，但是遭到最高法院駁回。烏里韋沒有像委內瑞拉總統查維茲(烏戈·查維茲)以公投推動修憲，而接受既定現實，推薦執政黨總統候選人、前任國防部長胡安·曼努埃爾·桑托斯代表執政黨參選。同年，桑托斯作为執政中間偏右民族团结社会党的候选人参d加哥伦比亚总统选举，在6月20日举行的总统选举第二轮投票，桑托斯以高票战胜在野中間派人士推選的綠黨(又名：綠色聯盟 (哥倫比亞))候选人安塔纳斯·莫茨库斯，当选为新一任哥伦比亚总统。

## 传记
- Ocampo López, Javier.  [Great indigenous cultures of the Americas]. Bogotá, Colombia: Plaza & Janes Editores Colombia S.A. 2007. ISBN 978-958-14-0368-4 （西班牙语）.

## 延伸阅读
- Arciniegas, Germán. Los comuneros. Caracas: Bibliotecta Ayacucho 1992.
- Colmenares, Germán. Historia económica y social de Colombia, 1537–1719. Cali 1973.
- Earle, Rebecca. Spain and the Independence of Colombia, 1810–1825. Exeter: University of Exeter Press, 2000. ISBN 0-85989-612-9
- Farnsworth-Alvear, Ann. Dulcinea in the Factory: Myths, Morals, Men, and Women in Colombia's Industrial Experiment, 1905–1960. Duke University Press 2000.
- Fisher, J.R. Allan J. Kuethe, and Anthony McFarlane. Reform and Insurrection in Bourbon New Granada and Peru. Baton Rouge: Louisiana State University Press 1990.
- González, Margarita. El resguardo en el Nuevo Reino de Granada. 3rd edition. Bogotá: El Ancora 1992.
- Harvey, Robert. "Liberators: Latin America`s Struggle For Independence, 1810–1830". John Murray, London (2000). ISBN 0-7195-5566-3
- Jalil, Hanni. "Curing a Sick Nation: Public Health and Citizenship in Colombia, 1930–1940." Doctoral dissertation, University of California, Santa Barbara 2015.
- Kuethe, Allan J. Military Reform and Society in New Granada, 1773–1808. Gainesville: University of Florida Press 1978.
- LeGrand, Catherine. Frontier Expansion and Peasant Protest in Colombia, 1850–1936. Albuquerque: University of New Mexico Press 1986.
- McFarlane, Anthony. Colombia Before Independence: Economy, Society, and Politics under Bourbon Rule. Cambridge: Cambridge University Press, 1993. ISBN 978-0-521-41641-2
- Phelan, John Leddy. The People and the King: The Comunero Revolt in Colombia, 1781. Madison: University of Wisconsin Press 1978.
- Roldán, Mary. Blood and Fire: La Violencia in Antioquia, Colombia 1946–1953. Durham: Duke University Press 2002.
- Safford, Frank. Colombia: Fragmented Land, Divided Society. New York: Oxford University Press 2002.
- Sharp, William Frederick. Slavery on the Spanish Frontier: The Colombia Chocó, 1680–1810. Norman: University of Oklahoma Press 1976.
- Twinam, Ann. Miners, Merchants, and Farmers in Colonial Colombia. Austin: University of Texas Press 1983.
- West, Robert C. Colonial Placer Mining（英语：Placer mining） in Colombia. Baton Rouge: Louisiana State University Press 1952.